# 汉诺威学院
汉诺威学院是一所位于美国印第安纳州汉诺威的私立大学，隶属于美国长老会。该学院由约翰·芬利·克罗牧师于1827年创立，是印第安纳州历史最悠久的私立大学。

## 校友
- 麦克·彭斯：前美国副总统
- 托马斯·A·亨德里克斯：前美国副总统